# Euryophion pisinnus
Euryophion pisinnus är en stekelart som beskrevs av Ian D. Gauld och Mitchell 1978. Euryophion pisinnus ingår i släktet Euryophion och familjen brokparasitsteklar. Inga underarter finns listade i Catalogue of Life.